# Sinistra Italiana
Włoska Lewica (wł. Sinistra Italiana, SI) – włoska partia polityczna o profilu socjalistycznym, działająca od 2017.

## Historia
7 listopada 2015 w siedzibie Teatro Quirino w Rzymie powołano ruch polityczny pod nazwą Sinistra Italiana. W inicjatywie wzięła udział partia Lewica, Ekologia, Wolność (SEL), a także byli działacze Partii Demokratycznej (m.in. Stefano Fassina i Corradino Mineo) oraz Ruchu Pięciu Gwiazd. Dotychczasowa frakcja SEL w Izbie Deputowanych, do której dołączyło kilku deputowanych niezależnych, przyjęła nazwę „Sinistra Italiana – Sinistra Ecologia Libertà”. Łącznie w nową inicjatywę zaangażowało się około 40 parlamentarzystów.
Ugrupowanie ustawiło się w opozycji do rządu Mattea Renziego i odrzuciło współpracę z jego Partią Demokratyczną (z którą SEL współtworzyła w 2013 blok wyborczy). Wzywało do głosowania na „nie” w referendum konstytucyjnym z grudnia 2016. W ramach przygotowań do utworzenia jednolitej partii 17 grudnia 2016 SEL podjęła decyzję o rozwiązaniu.
Kongres założycielski SI odbył się w lutym 2017, na jej sekretarza (lidera) wybrano Nicolę Fratoianniego. Kilkunastu deputowanych wywodzących się z SEL przeszło jednak wkrótce z frakcji SI do nowego ruchu politycznego Artykuł 1 – Ruch Demokratyczny i Postępowy.
W wyborach w 2018 ugrupowanie współtworzyło lewicową koalicję Wolni i Równi, która otrzymała około 3% głosów i wprowadziła niespełna 20 swoich przedstawicieli do obu izb parlamentu. W 2019, po porażce współtworzonej przez partię koalicji w eurowyborach, Nicola Fratoianni zrezygnował z funkcji sekretarza. Stanowisko to pozostawało przez ponad półtora roku nieobsadzone, Nicola Fratoianni powrócił na nie w 2021. W wyborach w 2022 SI startowała w ramach porozumienia formacji zielonych i lewicowych AVS, która dołączyła do koalicji centrolewicy. Lista ta dostała 3,6% głosów do Izby Deputowanych (12 mandatów) i 3,5% do Senatu (4 mandaty). Koalicję AVS utrzymano na potrzeby wyborów europejskich w 2024, w których uzyskała 6 mandatów.